# NGC 3232
NGC 3232 is een balkspiraalstelsel in het sterrenbeeld Kleine Leeuw. Het hemelobject werd op 29 december 1861 ontdekt door de Duits-Deense astronoom Heinrich Louis d'Arrest.

## Synoniemen
- MCG 5-25-4
- ZWG 154,8
- PGC 30508